# Chorinea sylphina
Chorinea sylphina är en fjärilsart som beskrevs av Bates 1868. Chorinea sylphina ingår i släktet Chorinea och familjen Riodinidae. Inga underarter finns listade i Catalogue of Life.

## Bildgalleri

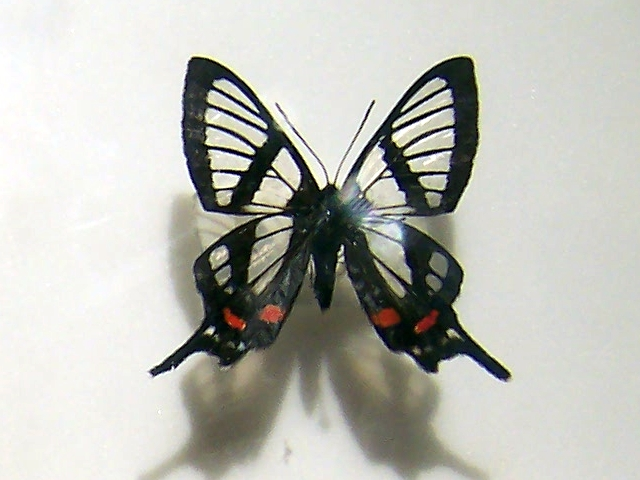
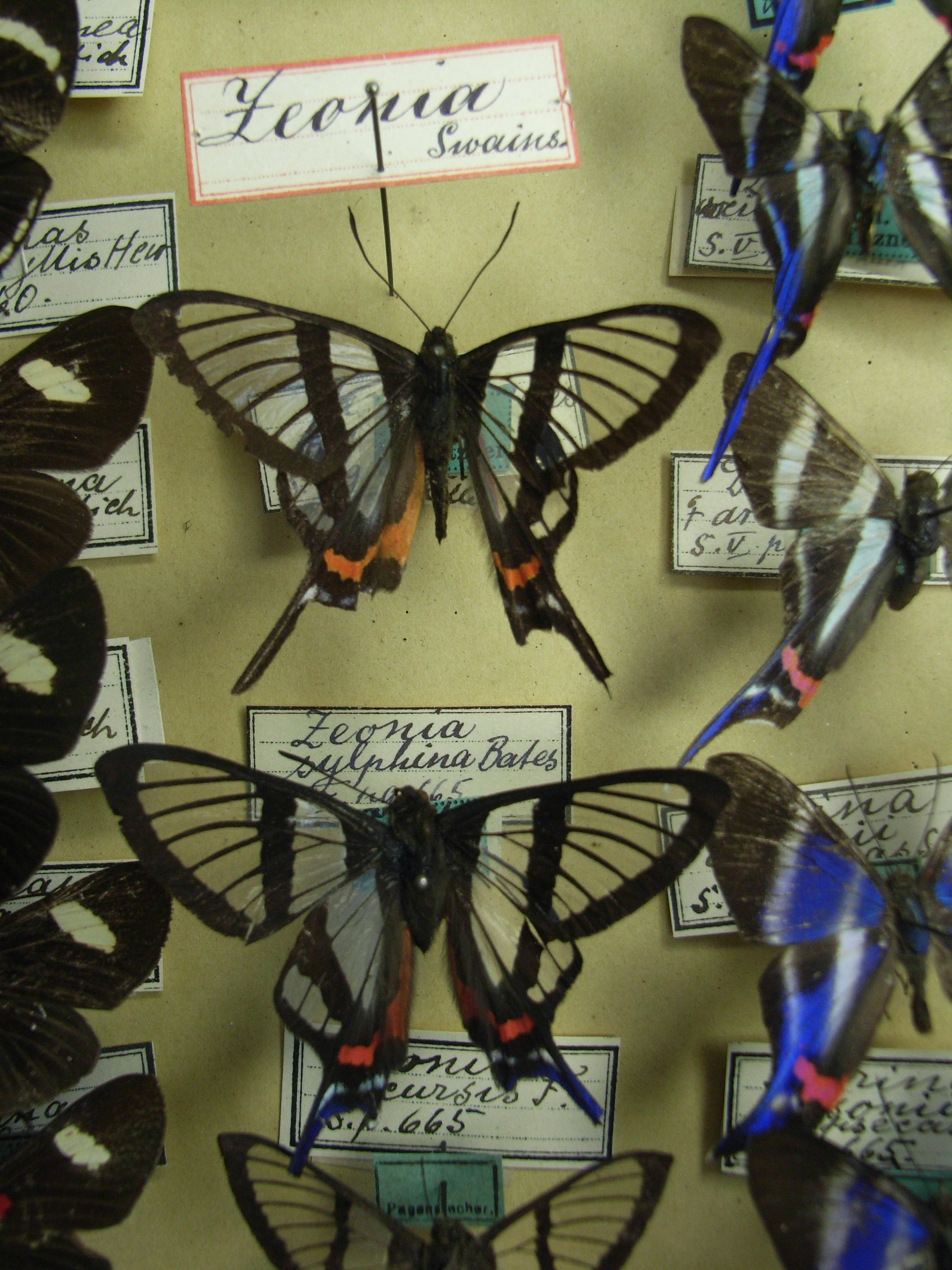
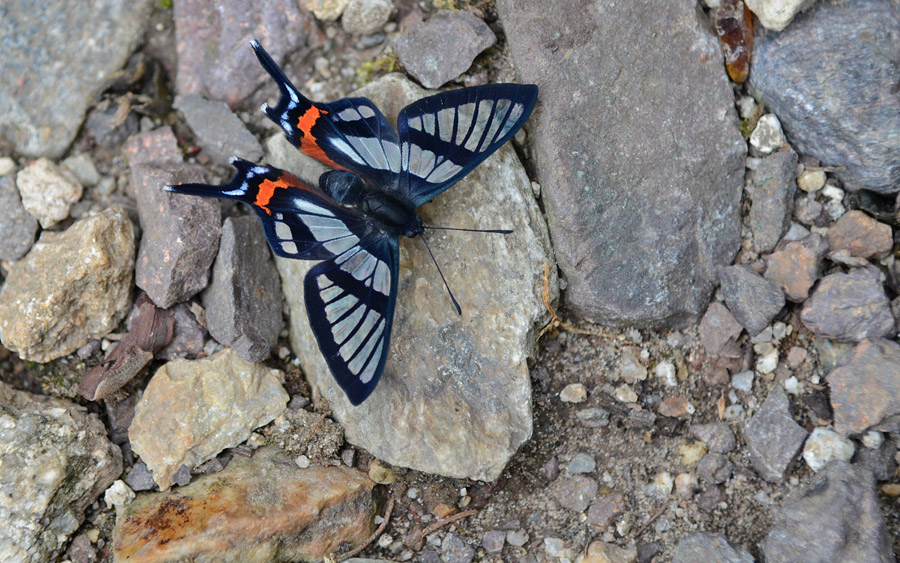